# Picot ardent oriental
El picot ardent oriental (Dinopium javanense) és una espècie d'ocell de la família dels pícids (Picidae) que habita els boscos oberts, ciutats, manglars i selva humida de les terres baixes fins als 1500 m, des de l'est de l'Índia i sud-oest de la Xina, cap al sud, a través del Sud-est Asiàtic fins Sumatra, Borneo, Java i Bali.